# Terra Nova (skeppsvarv)

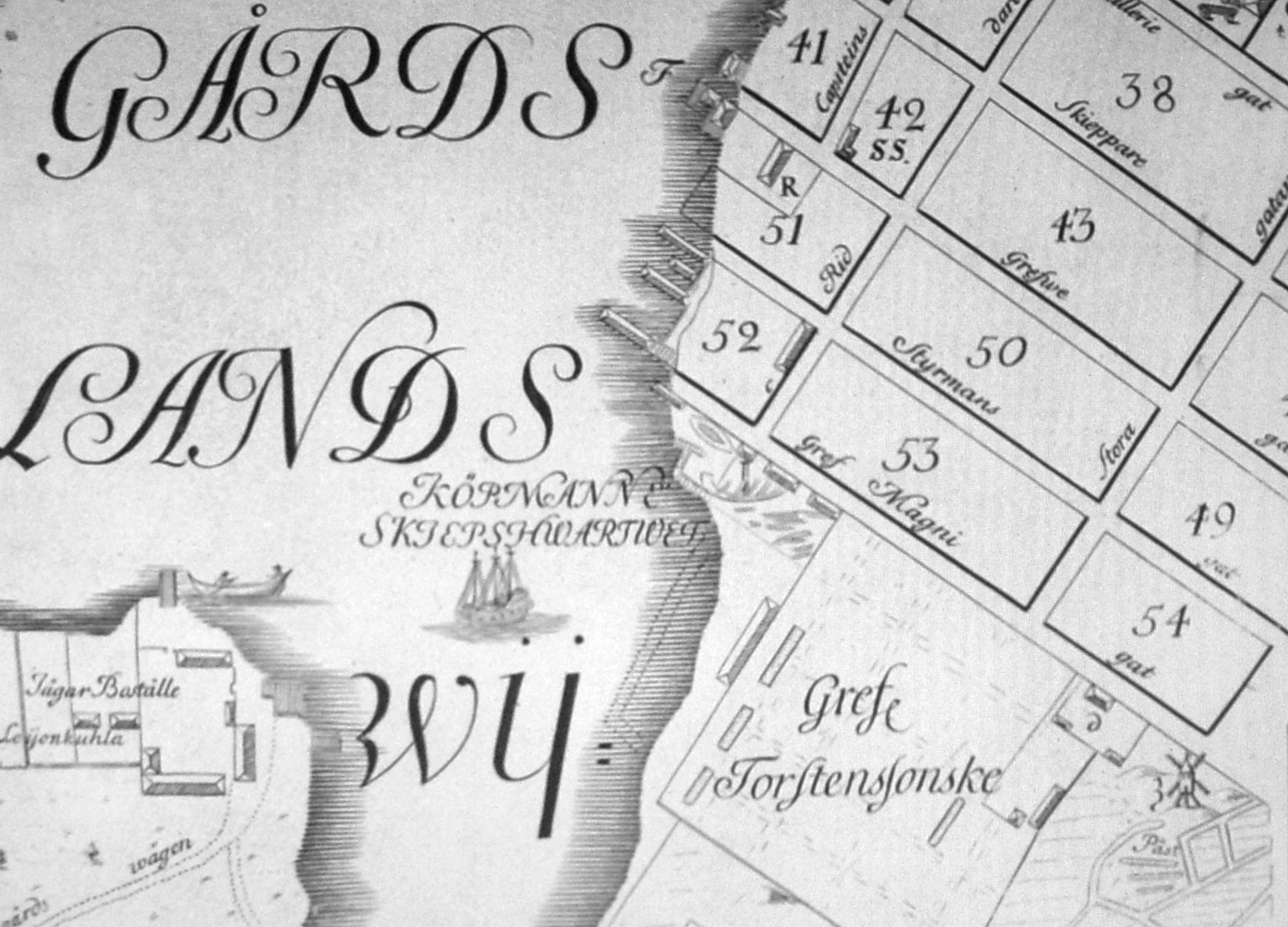
Varvet Terra Nova på Petrus Tillaeus karta från 1733, här markerat som "Köpmanne Skjepshwarwet" (norr är till höger).

Skeppsvarvet Terra Nova i Stockholm grundades 1716 och låg vid Ladugårdslandsviken där Grev Magnigatan idag möter Strandvägen. Det var ett av fyra stora skeppsvarv i Stockholm på 1700-talet. Efter omkring 100 år köpte staten tomten och varvsrörelsen lades ner.
Det nybildade Grillska handelshuset köpte strandtomten 1715 och fyllde ut den i sjön; därav namnet terra nova, som är latin för "ny mark". Huset Grill drev handel med egna fartyg och byggde även ett tiotal fartyg för Svenska Ostindiska Kompaniets räkning för resor till Ostindien, främst Kina. Varvet såldes 1782 och lades ner i början av 1800-talet, då marken köptes av staten. Sedermera byggdes Andra livgardets kaserner på området (se även kvarteren Korporalen och Sergeanten).

## Några av varvets fartyg
- Ett av fartygen fick namn efter varvet självt. Terra Nova inköptes 1731 av det nybildade Ostindiska kompaniet. Namnet ändrades inför den första Kina-expeditionen till Friedericus Rex Sueciae för att hedra den svenske kungen. Fartyget gjorde fem resor fram och tillbaka till Kina för Kompaniets räkning.
- Götheborg I sjönk med full last i hamninloppet till Göteborg vid hemkomsten 1745.
- Prins Friederic Adolph sjönk under fjärde resan i en storm utanför Kina 1761.
- Riksens Ständer gjorde åren 1760-1770 fyra ostindieresor.
- Kron Prinzen Gustaf gjorde 1767-1790 sju resor.

## Lånade namnet
Varvet på Eriksberg i Göteborg lånade namnet Terra Nova när man mellan 1995 och 2005 byggde Ostindiefararen Götheborg. Den är en replik av Götheborg I som förliste 1745.